# Кус-кус
Кус-кус (арап. كسكس, марокански арап. كسكسو, kuskus, или kseksu) је северноафричко јело од малих мрвица ломљене дурум пшенице куване на пари, пречника око 3 мм, које се традиционално служи са паприкашом. Слична јела припремају се и од бисерног проса, сирка и других житарица, посебно у Сахелу, а јела од њих се такође понекад називају кус-кусом. ‍:18  Бисерни или израелски кус-кус, познат и као птитим, врста је тестенине.
Кус-кус је основна храна у Магребској кухињи у Алжиру, Тунису, Мауританији, Мароку и Либији. ‍:250 Конзумира се у Француској где су кус-кус увели Французи алжирског порекла и Магреба имигранти - Алжирци, Мароканци и Тунижани.
Знања и вештине везане за производњу кус-куса и припрему јела од њега, у Алжиру, Мауританији, Мароку и Тунису, у децембру 2020. године уписани су  на Унескову листу нематеријалног културног наслеђа човечанства.

## Етимологија
Реч „кус-кус“ је берберског порекла, тачно формирање речи је нејасно. Берберски корен значи „добро обликован, добро ваљан, заобљен“. Бројна имена и изговори за кус-кус постоје широм света. ‍:919

## Историја
Према Чарлсу Перију, кус-кус је настао међу Берберима Алжира и Марока између 11. и 13. века, негде између краја династије Зирид и успона Алмохадског калифата. Историчар Хади Рогер Идрис приметио је да се о кус-кусу сведочи из доба Хафсида, али не и из доба Зирида. Историчар хране Луси Боленс верује да је кус-кус настао неколико миленијума раније, за време владавине Масиниса у древном краљевству под називом Нумидија у данашњем Алжиру.
У Француској познат од 16. века, почетком 20. века интегрисан је у француску кухињу, преко француског колонијалног царства и алжирских Француза. Најстарији познати трагови посуда за парење кус-куса су нађени у гробници из 3 веку пре Христа, од времена бербер краља Масиниса од Нумидије (у данашњем северном Алжиру), једне од колевке култивације пшенице.
У дванаестом веку кувари из Магребија припремали су јела од зрна мешајући брашно са водом како би створили лагане куглице кус-кус теста које се могу кувати на пари. Историчар Максим Родинсон је пронашао три рецепта за кус-кус у арапском кувару Kitab al-Wusla ila al-Habib из 13. века, написаном од стране аутора Ајубида.
Први познати писани рецепти за кус-кус потичу од андалузијских аутора, а у данашњем Трапанију, на Сицилији, јело се и даље прави према средњовековном рецепту који је забележио андалузијски аутор Ибн Разин ал-Тујиби. Јевреји из Шпаније и Португалије уводе кус-кус у тосканску кухињу када се настањују у Ливорну крајем 16. века. Породице које су се преселиле из Табарке у Лигурију, донеле су сопствене верзије јела са собом у Карлофорте у 18. веку.

## Припрема
Кус-кус се традиционално прави од тврдог дела дурума, дела зрна који је отпоран на брушење млинског камена. Семолина (гриз) се попрска водом и ваља рукама да се формирају мале куглице, поспу се сувим брашном да се одвоје, а затим се просеју. Било која куглица која је премала да би била готова гранула кус-куса пада кроз сито и поново се ваља, посипа сувим гризом и уваља у лоптицу. Овај интензиван процес се наставља све док се сав гриз не формира у ситне грануле кус-куса. У традиционалном начину припреме кус-куса, групе људи се окупљају како би током неколико дана направиле велике серије, које се затим суше на сунцу и користе неколико месеци. Ручно рађени кус-кус ће можда бити потребно поново хидрирати док се припрема; то се постиже поступком влажења и парења све док кус-кус не постигне жељену светлу и паперјасту конзистенцију.
У неким регионима кус-кус се прави од гриза или грубо млевеног јечма или бисерног проса. У Бразилу се традиционални кус-кус прави од кукурузне крупице.
Данас је производња кус-куса је углавном механизована, а производ се продаје на тржиштима широм света. Овај кус-кус се може сотирати пре него што се скува у води или другој течности. Правилно куван кус-кус је лаган и пахуљаст, није лепљив или пескаст. Традиционално, Северно Африканци користе лонац за парење (који се назива ataseksut на берберском језику, а كِسْكَاس кискас на арапском или сouscoussier на француском). Постоји мало археолошких доказа о раним намирницама, укључујући и кус-кус, вероватно зато што је оригинални кус-кус вероватно прављен од органских материјала који нису могли да преживе дужу изложеност времену.

## Инстант кус-кус
кус-кус који се продаје у већини западних супермаркета претходно је припремљен на пари и осушен. Обично се припрема тако што се на једну меру кус-куса дода 1,5 мере кључале воде, а затим се остави покривено око пет минута. кус-кусу припремљеном на пари треба мање времена за припрему од уобичајеног кус-куса, већине осушених тестенина или сувих зрна (попут пиринча).
Уношење кус-куса на Пиринејско полуострво било је у периоду берберских династија у тринаестом веку. Брзо се проширио међу муслиманским становницима, а анонимна арапска књига Kitāb al-Ṭabikh и Fadalat al-khiwan Ибн Разина ал-Тујибија укључује рецепте за кус-кус.
кус-кус се такође конзумира у Француској, где се сматра традиционалним јелом, а постао је уобичајен и у Шпанији, Португалији, Италији и Грчкој. Заиста, многе анкете показују да је то често омиљено јело. У Француској, Шпанији и Италији реч „кус-кус“ обично се односи на кус-кус заједно са поврћем. Паковани пакети садрже кутију кус-куса за брзу припрему и конзерву поврћа и, генерално, меса, продају се у француским, шпанским и италијанским продавницама и супермаркетима. У Француској се обично служи са сосом хариса, наслеђеним из туниске кухиње. Заправо, кус-кус је 2011. изабран за треће омиљено јело Француза у студији TNS Sofres за часопис Vie Pratique Gourmand, и прво на истоку Француске.

## Хранљива вредност
У количини од једне шоље (173 г), пшенични кус-кус пружа 6 грама протеина, 36 грама угљених хидрата и занемарљиве количине масти.
У децембру 2020. Алжир, Мауританија, Мароко и Тунис уписани су за знање, know-how и праксе у вези са производњом и потрошњом кус-куса на Репрезентативну листу нематеријалног културног наслеђа човечанства од стране УНЕСКО-а и поздрављени као „пример међународне сарадње“.